# Aulonocranus dewindti
Aulonocranus dewindti är en fiskart som först beskrevs av Boulenger, 1899.  Aulonocranus dewindti ingår i släktet Aulonocranus och familjen Cichlidae. IUCN kategoriserar arten globalt som livskraftig. Inga underarter finns listade.